# Vanduzeephylus falcatus
Vanduzeephylus falcatus är en insektsart som först beskrevs av Van Duzee 1917.  Vanduzeephylus falcatus ingår i släktet Vanduzeephylus och familjen ängsskinnbaggar. Inga underarter finns listade i Catalogue of Life.